# Babiroussa des Célèbes
Babyrousa celebensis
Espèce
Synonymes
- Babyrousa babyrussa celebensis

Statut de conservation UICN

 VU A2cd; C1 : Vulnérable
Statut CITES
Le Babiroussa des Célèbes (Babyrousa celebensis ou Babyrousa babyrussa celebensis) est une espèce de suidés.
Dans l'île voisine, Togian, vit une autre espèce, le babiroussa de l'île Togian (Babyrousa togeanensis ou Babyrousa babyrussa togeanensis).

## Étymologie
Son nom provient du malais, babi (« porc ») et rusa (« cerf ») et de « Célèbes », l'ancien nom de Sulawesi.

## Répartition

Carte de répartition de l'espèce.

Comme son nom vernaculaire l'indique, cette espèce est endémique de Célèbes.

## Systématique
Babyrousa celebensis a pour synonymes :
- Babirussa celebensis Deninger, 1909
- Babyrousa babyrussa subsp. celebensis (Deninger, 1909)
- Babyrousa babyrussa subsp. merkusi De Beaufort, 1964
- Babyrousa merkusi De Beaufort, 1964

## Publication originale
- Deninger, 1909 : Über Babirusa Berichte der Naturforschen den Gesellschaft zu Freiburg 18 p. 1-22.